# Lijst van afleveringen van Thuis (seizoen 1)
Dit is een lijst van afleveringen van seizoen 1 van Thuis, een Vlaamse soap. 
Thuis ging van start op 23 december 1995 op de toenmalige televisiezender TV1, met 810.000 kijkers. De eerste maanden haalde Thuis gemiddeld 300.000 kijkers. Na een aantal jaren groeide de serie uit tot een van de best bekeken televisieseries van Vlaanderen. Het is dan ook na Familie, de soapserie op de concurrerende televisiezender VTM, de langst draaiende soap in Vlaanderen en trekt gemiddeld een miljoen kijkers.  Vooral nieuwe acteurs debuteren in deze nieuwe soap. 
De themesong werd gezongen door Isabelle A. De muziek was van de hand van Georges De Decker.

## Afleveringen seizoen 1[2]
| Nr. aflevering | Titel van aflevering                                |
| --- | --------------------------------------------------- |
| 1 | Frank probeert zijn minnares Simonne af te wimpelen |
| Na een avond in de disco voelt Peggy zich niet goed. Ze heeft een XTC-pil genomen op aandringen van Bennie. Frank probeert Simonne af te wimpelen. Jennie weet van niets maar Bianca vermoedt wel iets. Tom staat plots voor de deur bij Walter. |                                                     |
| 2 | Er wordt ingebroken in Rosa's huis                  |
| Peggy wil niet zeggen hoe ze aan de XTC is gekomen. Maar Bianca zegt het uiteindelijk wel. De dag erna gebeurt er een inbraak bij Rosa, Bennie is meteen verdacht en Rosa wil niet dat Peggy nog langer met hem omgaat. Walter heeft interesse voor Rosa. Zij houdt de boot wat af. Walter zorgt er voor dat Tom een baan krijgt. Dat bevalt Tom niet en hij zoekt een alternatief om aan geld te geraken. |                                                     |
| 3 | Simonne geeft Frank niet zonder slag of stoot op    |
| Bij de val van Felicienne is haar arm gebroken. Ze moet naar het ziekenhuis. Frank draait de wijkagent rond zijn vinger. De verzekeringsagent is moeilijker. Simonne geeft Frank niet zo snel op. Ze laat een nieuw kapsel zetten in het kapsalon van Rosa. Wanneer Frank binnenkomt om iets te melden vertrekt hij snel weer als hij Simonne ziet zitten. |                                                     |
| 4 | Kiest Tom voor zijn vader of voor zijn moeder?      |
| De moeder van Tom komt naar huis. Tom zal moeten kiezen: bij zijn vader blijven wonen of naar zijn moeder gaan. Frank probeer Bianca te doen geloven dat het gedaan is met Simonne. De verzekeringsagent vertelt Frank dat hij weinig kans maakt op schadeloosstelling. Plots komt Simonne opdagen op de verjaardag van Bianca, Frank wil haar zo snel mogelijk weer buiten. |                                                     |
| 5 | Bianca loopt weg na een ruzie tussen haar ouders    |
| Marianne wil Tom niet loslaten. Tom begint aan zijn financiële plannen. Jenny is niet blij nu ze Frank nog maar eens heeft betrapt, ze gaat naar Rosa, die haar opvangt. Frank weet niet wat hij heeft verkeerd gedaan. Hij blijft geloven in een goede afloop van deze crisis. 's Anderdaags beseft Jenny pas goed wat ze gedaan heeft. Ze maakt zich zorgen om Bianca. Wanneer blijkt dat Bianca niet op school is geweest en ook niet thuis is, slaat Jenny in paniek. |                                                     |
| 6 | Jenny raakt gewond tijdens een ruzie met Frank      |
| Jenny vindt Bianca toch thuis maar Frank is daar ook. Frank en Jenny krijgen ruzie waarbij Jenny gewond geraakt. Jenny gaat uiteindelijk terug naar huis. Daar krijgt ze telefoon van Simonne. Jenny reageert woedend en Simonne gaat naar het kapsalon en zegt tegen Rosa waar het op staat: Frank zal de hare worden. Rosa draagt Peggy op om terug bevriend te worden met Bianca. Peggy doet dat tegen haar zin. Tom is druk in de weer met zijn praeses-verkiezing en zijn huis. |                                                     |
| 7 | Tom stelt zijn nieuwe vriendin Hannah voor          |
| Rosa vertelt Jenny wat Simonne van plan is. Jenny gaat bij Rosa intrekken maar Bianca kan niet kiezen of ze bij Frank blijft of mee naar Rosa gaat. Tom brengt zijn nieuwe vriendin Hannah voor het eerst mee naar huis. Hij schenkt haar de nieuwe parfum van zijn vader. Als Walter hier achter komt, dwingt hij zijn zoon mee te gaan naar het galadiner in het home. |                                                     |
| 8 | Frank is in alle staten als Jenny bij Rosa intrekt  |
| Jenny is bij Rosa ingetrokken. Bianca wil niet verklappen waar Jenny is. Frank dreigt er daarom mee Bennie aan te geven bij de politie. Ann vindt op het gala een nieuwe vriend. Walter zoekt verdere toenadering tot Rosa. Bianca gaat niet naar school maar vindt wel een vriend |                                                     |
| 9 | John nodigt Ann uit voor een weekend in de Ardennen |
| Jenny zoekt Peggy op en verneemt daar dat Frank hem dreigt te verraden. Bianca krijgt de volle laag. Tom wordt verkozen tot vice-praeses van de studentenkring. John vraag Ann om mee naar de Ardennen te gaan. Walter probeert een ernstig gesprek te hebben met Frank, maar die is voor geen rede vatbaar en gaat zijn woede luchten bij Rosa. Jenny vindt het nu welletjes. |                                                     |
| 10 | Jenny trekt in bij Walter                           |
| Frank belooft Bianca Bennie niet te verklikken. Als ze met John thuis komt speelt hij de vader die ook jong is geweest. Walter neemt Jenny in huis. Frank komt de huissleutels opeisen bij Jenny. |                                                     |
| 11 | Peggy mag terug met Bennie omgaan van Rosa          |
| Jenny is helemaal niet akkoord met het optreden van Frank bij Walter thuis. Bianca probeert haar te troosten maar begrijpt dat het te veel wordt. Rosa is streng tegen Bennie, hij mag met Peggy omgaan als hij zich houdt aan bepaalde regels. Wanneer Bennie, Neil ontmoet blijken ze elkaar te kennen. |                                                     |
| 12 | Tom profileert zichzelf als de ideale huisbaas      |
| Tom speelt huisbaas voor zijn vrienden. Ann brengt haar nieuwste liefde mee naar huis tot ongenoegen van Marianne. Walter probeert van zijn vrije dag te genieten, maar dit lukt niet meteen. |                                                     |
| 13 | Felicienne en Marianne kunnen elkaar niet luchten   |
| Frank voelt zich schuldig over wat hij heeft gedaan. Simonne wil bij hem intrekken maar Frank gooit haar buiten. Felicienne en Marianne komen niet overeen. Marianne zet haar poetsvrouw eens flink op haar plaats. Walter krijgt een chalet aangeboden |                                                     |
| 14 | Rosa vangt Bianca op die niet goed naar huis durft  |
| Peggy kan Bennie met een uitvlucht naar buiten krijgen. Rosa belooft Walter om eens na te denken over het weekendje Ardennen. Rosa vangt Bianca Bianca wil niet de confrontatie aangaan met Frank en eventueel SImonne. Walter en Marianne krijgen een opdringerige John te verduren. Het is duidelijk dat ze het beiden moeilijk hebben met de vriend van Ann. |                                                     |
| 15 | Marianne zoekt toenadering tot haar dochter Ann     |
| Frank wil Jenny niet laten gaan. Tijdens de daarop volgende ruzie laat Jenny merken dat het voor haar genoeg is geweest. Zij komt niet meer terug. Bianca kan dat niet aanvaarden en vlucht.. Marianne probeert dichter bij Ann te komen. John daagt weer op en valt Walter nog eens lastig over het kinderopvangproject. |                                                     |
| 16 | Jenny neemt Feliciennes huishoudelijke taken over   |
| Na haar val in de kelder, helpt Jenny Felicienne. Jenny en Walter komen tot een compromis: zij neemt Feliciennes taak over tot Felicienne weer te been is. Bianca excuseert zich en ziet in dat terug gaan naar Frank geen goede oplossing is. Jenny is blij dat Bianca haar kant kiest. Walter houdt vol en Rosa gaat dan toch in op zijn uitnodiging voor een weekend in de Ardennen. Dat Bennie en Neil elkaar kennen was al duidelijk. Nu blijkt ook dat zij samen 'zaakjes' doen. Tom is druk bezig met de voorbereidingen van de doop. Hij ziet het groots, maar heeft geen aandacht voor detail. De ongelukkige schacht Jan is er het slachtoffer van. |                                                     |
| 17 | De schacht Jan belandt in het ziekenhuis door Tom   |
| Walter en Ann brengen Jan naar het ziekenhuis. Walter is razend op Tom, maar Marianne kan hem nog intomen. Tom weet dat hij fout was maar denkt aan erger te ontkomen. Even later belt Jan terug aan samen met een advocaat. Peggy vraagt aan haar moeder of Bennie niet voor een tijdje bij hen mag intrekken. Rosa weigert. Bianca vraagt Peggy om raad: ten eerste weet ze niet goed of ze nu bij vader moet blijven, dan wel bij mama intrekken. En ten tweede is er Neil die het tijd vindt worden dat ze samen naar bed gaan. De romantische ziel Bianca is daar nog niet aan toe. Peggy vindt dat flauw. |                                                     |
| 18 | Bianca kan haar niet volledig geven aan Neil        |
| Tom is in paniek. Walter kan zowel hem als de tegenpartij bedaren en komt tot een minnelijke schikking. Van Felicienne mag Jenny voorlopig de taken overnemen. Rosa heeft schoon genoeg van de jongerenbijeenkomsten bij haar thuis. Neil heeft nog een karweitje voor Bennie en is niet van plan hem betalen vooraleer dat opgeknapt is. Bianca heeft het moeilijk om zich volledig te geven. Ze moet Neil bekennen dat het haar eerste keer is. Ze probeert erover te praten met Jenny, maar de sfeer zit niet juist. Ze laat het er dan maar bij en gaat naar huis waar ze Frank met Simonne in bed aantreft. |                                                     |
| 19 | Peggy zet een fuif op poten nu Rosa op weekend is   |
| Walter en Rosa gaan uiteindelijk toch samen op weekend. Rosa vraag Peggy om zich te gedragen maar Rosa is nog niet goed buiten of Peggy organiseert een fuif. Bennie mag dj spelen. Jenny heeft haar handen vol aan het salon, aan Peggy en aan Bennie die toch weer even opdaagt. Met Bianca en Neil gaat het minder. Bianca wil nog steeds niet vrijen, krijgt het beeld Frank en Simonne niet uit haar hoofd en zoekt steun bij Jenny. Neil probeert zijn plezier ergens anders te vinden. Hij test Ann eens uit, die gooit hem echter buiten. Simonne laat zich nu niet meer zo gemakkelijk door Frank afschepen. Frank zelf heeft het er moeilijk mee dat zijn dochter hem niet wil zien. Hij waarschuwt Neil dat Bianca nog altijd zijn oogappel is, dat Neil uit zijn doppen moet kijken. Frank heeft als eerste een juister beeld van Neil. Hij zit al een beetje in zak en as over de hele toestand en dan krijgt hij nog het bericht dat hij ontslagen is. |                                                     |
| 20 | Frank zit compleet in zak en as na zijn ontslag     |
| Simonne probeert Frank te helpen nu dat hij ontslagen is en dit niet kan verkroppen, maar hij weigert dat. Simonne kan het niet aanzien hoe Frank zichzelf verwaarloost en roept Anns hulp in. Die kan ook niet helpen. Jenny hoort dat Frank geen werk meer heeft en vindt frank depressief thuis. Frank beseft dat het zijn eigen fout is maar wil het hier toch niet bij laten, hij wil naar de arbeidsrechtbank. |                                                     |
| 21 | Bianca wil definitief bij Neil intrekken            |
| Frank weet dat hij zich moet gaan herpakken. Omwille van Bianca wil hij niet dat Simonne overdag bij hem blijft. Hij gaat naar Walter om een ziektebriefje te vragen. Walter kan hem dat niet geven. Walter is Marianne enige uitleg verschuldigd over het weekend met Rosa. Rosa zelf heeft na dit weekend nog steeds haar twijfels. En Peggy maakt het haar ook niet gemakkelijk. Jenny ontmoet Simonne bij Frank en weet nu waarom Bianca niet meer naar haar vader wil. Toch probeert ze, na een gesprek met Frank, om Bianca voor Neil te waarschuwen. Dat heeft een averechts effect op Bianca: zij wil bij Neil intrekken. |                                                     |
| 22 | Peggy maakt zich grote zorgen om Bennie             |
| Nu Frank zich herpakt heeft wil Simonne samen met hem naar de vakbond. Jenny verbiedt Bianca om bij Neil in te trekken. Bianca is daar allesbehalve blij mee. De uitbrander van Marianne doet haar al helemaal niet goed. Eigenlijk wil ze het liefste weg uit dat huis. Ook Ann wordt het een beetje te veel. Bianca's aanwezigheid betekent immers ook dat die Neil te pas en te onpas over de vloer zal komen. |                                                     |
| 23 | Bennie wil niet langer voor Neil werken             |
| Frank ontdekt dat Woodstock niet meer leeft en steekt dit op Simonne. Walter probeert zich te verdiepen in Rosa's wijnhobby, maar dat is niets voor hem. Marianne moeit zich met het leven van Walter en andere. Peggy en Bianca komen achter de waarheid: Bennie werkt voor Neil. Bennie, bezorgd om zijn eigen gezondheid, besluit om er nu toch een definitief punt achter te zetten. Peggy verstopt Bennie voor Rosa. Maar Bianca, die het niet neemt dat Peggy haar gebruikt om er zich uit te praten, verklapt dit. |                                                     |
| 24 | Neil probeert Tom te strikken als nieuwe werkkracht |
| Rosa ontdekt dat Bennie er nog is. Hij moet meteen vertrekken. Rosa en Jenny veranderen hun tactiek. Als het niet bij de dochters doordringt nemen ze maar de vriendjes onder handen. Neil hoopt Tom te strikken. Hij stelt hem voor om in zijn plaats naar Holland te gaan. Neils aanbod weigert Tom in eerste instantie. Walter verzekert Ann dat zijn relatie met Rosa nog erg jong is en nog alle kanten op kan. Marianne vertrekt weer naar Knokke. John krijgt te horen dat hij uit zijn kamer in het home moet. |                                                     |
| 25 | John wordt uit zijn kamer gezet                     |
| Nu Bennie uitgeschakeld is, probeert Neil Tom voor zich te winnen. Hij slaagt er ook in omdat Tom dieper en dieper in de schulden komt te zitten. Rosa's en Jenny's afspraak om hun dochters in bescherming te nemen tegen de vrienden, lukt niet echt. Vooral Rosa heeft er moeite mee om Bennie aan de deur te zetten. Bianca kan haar moeder overtuigen dat het nu echt uit is. John moet uit zijn kamer in het home. Walter belooft hem om een oplossing te zoeken. Frank haalt de spaarrekening leeg. |                                                     |
| 26 | Jenny eist dat Frank haar geld teruggeeft           |
| Jenny eist haar deel van het geld dat Frank van de spaarrekening haalde. Frank heeft echter andere plannen met het geld. Hij wil zijn schulden afbetalen om met een schone lei te kunnen herbeginnen. Rosa probeert Bennie te begrijpen en vangt hem op. Hij mag blijven slapen als hij zich aan haar voorwaarden houdt en wat actiever wordt. Tom hoort wat Neil met Bennie heeft aangericht. Eerst ziet hij af van zijn koerierplannen, maar bezwijkt toch voor het geld. |                                                     |
| 27 | Bianca weigert aangifte te doen bij de politie      |
| Ann vindt Bianca op de kamer. Ze vangt haar op en probeert haar te overtuigen om naar de politie te gaan maar Bianca heeft schrik dat Neil nog eens zou terugkomen. Ook Ann ziet het gevaar hiervan in als ze van Tom hoort dat Neil een sleutel van het huis heeft. Jenny merkt dat er met Bianca iets is. Jenny denkt dat het de volledige situatie is tot Walter haar vertelt dat Neil haar blijft lastigvallen Tom moet Walter opbiechten dat hij een ongelukje heeft gehad met de wagen. |                                                     |
| 28 | Ann wil weten of Tom Neils vuile klusjes opknapt    |
| Bianca blijft zwijgen tegen Jenny. Ann probeert Bianca te overtuigen om haar problemen niet op te kroppen. Bianca kan haar verhaal kwijt bij Peggy. Peggy vangt haar goed op. Het wordt Jenny allemaal eventjes te veel waardoor ze Felicienne gaat afsnauwen. Ze vindt wat steun bij Walter. Wanneer Bianca, na het gesprek met Peggy, toch wat opener wordt, vindt Jenny weer wat moed. Bennies neus is scheef gegroeid en moet rechtgezet worden met een pijnlijke ingreep die Walter zal uitvoeren. John heeft via Walter dan toch nog iets uit de brand weten te slepen: zijn huurkamer zal voor de helft vergoed worden. |                                                     |
| 29 | Rosa en Walter zijn eerlijk over hun gevoelens      |
| Ann probeert bij Tom de waarheid te weten te komen. Tom weigert maar vertelt het wel aan Hannah. Rosa heeft een etentje met Walter. Nu ze toch samen zijn moeten ze toch eens zeggen wat ze voor elkaar voelen. Dat blijkt vrij gelijklopend te zijn. Ann stelt Jenny voor dat Bianca de logeerkamer krijgt. Jenny vindt dit een goed idee. |                                                     |
| 30 | Frank krijgt de vakbondsafgevaardigde op bezoek     |
| Neil geeft zijn versie van de feiten maar Jenny gelooft hem niet. Ze probeert er Bianca over aan te spreken. In eerste instantie wil Bianca er niets over zeggen. Later, door toedoen van Ann, komt ze er toch toe om haar moeder over de verkrachting te vertellen. Bennie ziet op tegen zijn eerste werkdag. Frank krijgt iemand van de vakbond op bezoek. Eindelijk gaat er iets gebeuren. Walter ontvangt een brief uit 'Essen'. Hij stelt er zich vragen bij. Hannah vertelt hem de ware toedracht. Het is allemaal nog erger dan hij dacht. |                                                     |
| 31 | Tom wordt op het matje geroepen bij Walter          |
| Frank heeft geen zin om naar Walter te gaan maar dit zal wel moeten als hij zijn job terug wil. Walter heeft zo zijn voorwaarde: Frank krijgt zijn verklaring als hij het spaargeld aan Jenny teruggeeft. Frank stemt toe. Walter moet Tom op het matje roepen. Tom probeert er zich uit te praten, maar Walter, ingelicht door Hannah, is hem telkens een stapje voor. Het komt tot een hooglopende ruzie waarbij Tom gaat lopen. |                                                     |
| 32 | Florke moeit zich in Jenny en Franks relatiebreuk   |
| Frank krijgt Simonne buiten. Florke komt langs en vertelt hem dat een vriend van haar overleden is en vraagt of ze een paar dagen bij hem kan blijven. Jenny vertelt Florke hoe de vork echt in de steel zit tussen haar en Frank. Tom heeft een nachtje kunnen nadenken en confronteert Walter met wat hem echt dwars zit. Walter ziet in dat hij zijn zoon te hard pusht. Voor de eerste maal verschijnt Dirk met een niet zo prettig bericht: Bennie is niet komen werken en hoeft dat in de toekomst ook niet meer te doen. Felicienne, verlost van gips en draagband, duikt weer op. Bianca probeert voor zichzelf een nieuwe weg in te slaan. Het eerste wat ze nodig heeft is een nieuw haarkapsel. |                                                     |
| 33 | Walter wil lid worden van Rosa's wijnclub           |
| Door al zijn inspanningen krijgt Frank eindelijk Vercammen nog eens te spreken. Maar die kan hem enkel vertellen dat hij ontslagen blijft. Hannah maakt het uit met Tom. Jenny probeert weer deel te worden van Bianca's leven, maar die laat dat niet toe. Florke krijgt Simonne buiten. Zij probeert Frank en Jenny te overtuigen om het nog eens te proberen, maar zowel Frank als Jenny weigeren. Felicienne is de keuken alweer naar haar hand aan het zetten en laat Jenny verstaan dat zij nog niet is uitgeteld. Walter zet zijn beste beentje voor om tot de wijnclub toegelaten te worden. Maar het eerste contact met Dirk loopt stroef en tot overmaat van ramp zou Briers hem wel eens azijn in plaats van wijn kunnen verkocht hebben. |                                                     |
| 34 | Rosa gaat niet in op de avances van Dirk            |
| Zoals verwacht loopt de wijnproefavond voor Walter minder goed af. Toch krijgt de avond nog een aangename wending als Rosa terugkomt. Dirk probeert terug avances te maken bij Rosa, maar zij gaat er niet op in. Voor haar kunnen ze alleen vrienden blijven. Jenny is niet echt gelukkig nu Rosa en Walter een koppel zijn. Ze vindt het tijd worden dat ze meer aan zichzelf en Bianca gaat denken. Tom ontwerpt een affiche voor Jenny, maar heeft eigenlijk een model nodig. Daarom gaat hij even naar Peggy, waar hij van Bennie te horen krijgt dat Neil is opgepakt. |                                                     |
| 35 | De gerechtelijke politie staat voor Anns deur       |
| Jenny is niet gelukkig met de affiche van Tom maar toch hangt Bianca hem op. Het nieuws dat Neil is opgepakt verontrust zowel Bianca als Tom. Jenny kan haar dochter wel overtuigen dat zij niets meer te vrezen heeft. Bennie is er niet gerust in: Neil zou wel eens iets te veel kunnen zeggen. Daarom is het beter dat hij zich nog niet in The Square laat zien. Hij gaat dus niet werken, tot ontgoocheling van Rosa en Peggy. Tom probeert zijn kansen in te schatten. Hij praat er eerst over met Bennie, maar acht het dan toch beter om Walter in te lichten. Walter, die Tom voor is, stelt hem voor om nu naar de Ardennen te gaan. Ze zijn nog maar een uurtje de deur uit of Ann krijgt bezoek van de gerechtelijke politie. |                                                     |
| 36 | Tom wordt ondervraagd door de politie               |
| Walter en Tom komen terug uit de Ardennen. Goethals en De Mos ondervragen Tom. Ze ontdekken dat hij maar een kleine garnaal is maar laten dit niet blijken. Bennie is er echter niet gerust in: Tom zou zijn mond wel eens kunnen voorbij praten. Tom stelt hem echter gerust, hij heeft niets gezegd. Bennie besluit om toch maar naar The Square te gaan. Rosa, ontgoocheld als ze is, kan hij echter niet overtuigen van zijn goede bedoelingen. Het is Franks eerste 'nieuwe' werkdag bij Vercammen. Florke, Jenny en Bianca gaan naar de begrafenis van Pierre. Daarna naar de notaris waar Florke te horen krijgt wat ze vreesde: Pierre heeft haar niets nagelaten. |                                                     |
| 37 | Florke stelt Frank voor een ultimatum               |
| Florke zet Frank voor de keuze: Simonne of zij. Frank kan niet kiezen. Peggy en Bianca gaan squashen. Peggy gaat Bennie in het oog houden en gaat mee op zijn eerste werkdag. Rosa waarschuwt haar geen domme dingen te doen, ze kan haar dochter niet loslaten. Bianca zou graag een jobje hebben, iets bijverdienen. In de cafetaria vragen ze diensters. Dat zegt haar wel iets. Tom krijgt bericht dat hij nog even langs de onderzoeksrechter moet gaan. En hij probeert om weer contact te krijgen met Hannah. |                                                     |
| 38 | Peggy geeft Bennie een serieuze uitbrander          |
| Rosa ondervindt al snel waarom Dirk kwam aankloppen. Ze vindt het beter dat ze elkaar nu een tijdje niet meer zien. Peggy was al ongerust door het gesprekje van Bianca. Nu heeft ze gezien hoe het er in The Square aan toe gaat, geeft ze Bennie een uitbrander. Die ontkent alles. Jenny probeert een welkomstspeech voor te bereiden. Dat lukt haar niet. Isabelle wil het huis verkopen of verhuren. Geen van beide kan ze betalen dus trekt ze in bij Frank en Simonne. Bianca is vastbesloten om de job van dienster te pakken te krijgen. Ze sleurt Peggy mee om te gaan kijken. Walter stelt Ann voor dat zij voorzitter wordt van een nieuwe vzw voor de kinderopvang. Tom krijgt goed nieuws van het gerecht. |                                                     |
| 39 | Bianca en Peggy willen een job als dienster         |
| In het bijzijn van Florke dwingt Frank Jenny om nu eens zelf te zeggen dat het echt gedaan is tussen hun twee. Zolang er geen echte scheiding is, vindt Jenny dat ze nog iets te zeggen heeft over haar huis. Frank dringt bij Simonne aan om wat geduld te hebben met zijn moeder zodat er eindelijk weer wat rust komt in zijn huis. Bianca kan beter en beter opschieten met Tom. Samen met Peggy gaat ze naar de job van dienster vragen. Omdat ze echter minderjarig is moet ze het wel aan Jenny vragen. Peggy en Bianca slagen erin om hun moeders mee naar de cafetaria te nemen, om eens te gaan zien. Ze komen echter van een kale reis thuis: er is maar één vacature vrij. |                                                     |
| 40 | Simonne heeft een extra jobje gevonden              |
| Bianca krijgt de job in de cafetaria en Peggy zal vergoed worden voor haar werk in het salon. Beide nichten zijn tevreden met deze oplossing, alleen Jenny heeft er wat bedenkingen bij. Frank is niet zo gelukkig met Simonnes grote nieuws: zij heeft een bij-jobke genomen. Maar als Frank aan een scheiding denkt, dan zullen alle centjes welkom zijn volgens Simonne, die dit gegeven ernstig neemt. Ann vertelt John van Walters voorstel. Dat schiet bij hem in het verkeerde keelgat. Maar nadat Ann hem op zijn plaats heeft gezet, moet hij inbinden. Jenny probeert haar eerste les voor te bereiden, maar wordt door jan en alleman gestoord. Wanneer Bianca aan haar eerste werkdag begint, blijkt haar collega Simonne te zijn. |                                                     |
| 41 | Jenny is nerveus voor haar eerste les bodysculpting |
| Bianca heeft wat problemen op haar eerste werkdag. Tom laat Hannah niet los. Hij is ervan overtuigd dat hij haar ouders moet uitnodigen. Frank ruimt alle herinneringen aan Jenny op. Hij krijgt er emotioneel even moeilijk mee. Er zijn immers ook goede herinneringen. Jenny vergaat van de zenuwen voor haar eerste les. Alles dreigt dan ook in het honderd te lopen. Toch komt ze nog op tijd voor de les, maar dan blijkt het zaaltje dubbel geboekt te zijn. |                                                     |
| 42 | Bennie wil met Peggy in een studio gaan wonen       |
| Het is zaterdag. Jenny's les gaat goed. Om zijn baas blij te maken, neemt Frank weekendwerk aan. Tom hoopt vandaag Hannah's ouders te ontvangen. Hannah daagt alleen op en zegt niet akkoord te gaan met zijn handelswijze. |                                                     |
| 43 | Dirk nodigt Rosa uit op een reis naar Zuid-Afrika   |
| Tussen Tom en Hannah is het definitief gedaan. Tegenover Jenny laat hij uitschijnen dat hij het allemaal niet zo erg vindt. Florke wil wat meer weten over Bennie. Jenny vertelt het haar. Frank hoort van Sterckx dat er op het werk acties zullen komen als Vercammen niet over de brug komt met de weekendpremie. Rosa krijgt van Dirk het aanbod om op reis te gaan naar Zuid-Afrika. Voor zo een reis is ze wel te vinden, maar als het met Dirk is heeft ze er veel minder zin in. |                                                     |
| 44 | Walter heeft een chalet in de Ardennen gekocht      |
| Jenny gaat haar dozen ophalen bij Frank en vraagt hem om financiële steun. Frank heeft daar wel begrip voor, maar Jenny heeft haar moment slecht gekozen: er dreigt een staking bij Vercammen. Bennie wil nu van Peggy duidelijkheid. Haar antwoord blijft onduidelijk. Simonne vertelt Florke dat ze eigenlijk wil stoppen met haar werk bij Vercammen. Walter is fier over de aankoop van zijn chalet in de Ardennen. Als hij hoort dat Rosa de kans heeft om naar Zuid-Afrika te gaan, komt dit toch even hard aan. |                                                     |
| 45 | Bennie heeft zijn oog laten vallen op Carolien      |
| Jenny kan Walter wat moed inspreken. Hij heeft een juiste beslissing genomen door Rosa op reis te laten gaan. Bennie is geïnteresseerd in Carolien, een vriendin van Peggy. Rosa krijgt van Jenny te horen dat Peggy plannen voor de toekomst gemaakt heeft. Simonne komt van haar werk met een blauw oog. Dat heeft Vercammen haar bezorgt. Waarom wil ze echter niet zeggen, maar het is wel voldoende reden voor Frank om mee te gaan staken. Simonne denkt er zo nog gemakkelijker van af te komen, tot Vercammen zelf opdaagt. Frank staat nog altijd weigerachtig tegenover alimentatie. Jenny vertelt hem dat Bianca verkracht is. |                                                     |
| 46 | Ann vindt het tijd om alleen te gaan wonen          |
| Na het verzoek van Vercammen is Simonne wel wat uitleg verschuldigd aan Florke. Frank, die net gehoord heeft dat Bianca verkracht werd, wil dat het uit is met de ruzies en dat er voortaan niets meer voor hem verzwegen wordt. Peggy maakt het uit met Bennie. Bianca moet haar wel wat steunen om Peggy bij haar besluit te doen blijven. Bennie vindt troost bij Carolien. Ann wil alleen gaan wonen. Rosa krijgt te horen van Dirk dat hij de reis al aan iemand anders gegeven heeft. Walter vindt dat Dirk die ander moet afzeggen en Rosa moet laten meegaan. Rosa weet ondertussen niet meer wat ze moet doen. |                                                     |
| 47 | John nodigt een journaliste bij hem uit             |
| Bianca krijgt meer interesse voor Tom. Rosa besluit om mee op reis te gaan en vraagt Walter of hij een oogje in het zeil wil houden op Peggy tijdens haar afwezigheid. Peggy hoort dat Carolien en Bennie een koppel zijn. Bianca gaat eten bij Frank, die haar duidelijk zegt dat als er problemen zijn, ze altijd bij hem terecht kan. Steven probeert Tom te overhalen mee in het fietsenproject te stappen. Ann is nu vastbesloten een appartement te zoeken. John nodigt een journalist uit om wat hij niet kwijt kan op de persconferentie toch bekend te maken. De journalist heeft echter informatie die John erg interesseert... |                                                     |
| 48 | Frank last de toegangspoort van Vercammen dicht     |
| Frank gaat verder mee in de staking: hij last de toegangspoort dicht en haalt daarmee het nieuws. Robbe en Steven kunnen Tom overhalen om toch mee te doen. Steven wordt ondernemender. Hij denkt dat hij bij Bianca kan scoren als hij haar bloemen geeft. Dit is echter buiten Frank gerekend. Bianca zelf is er ook niet van gediend. Ann vist achter het net: de loft is al verhuurd. Maar ze zoekt verder. Walter geeft John een uitbrander omdat hij facturen heeft doorgespeeld aan de pers. |                                                     |
| 49 | Felicienne biedt haar ontslag bij Walter aan        |
| Franks eenmansactie, de poort dichtlassen, krijgt een staartje: Vercammen wil hem voor het gerecht dagen. Bianca is niet gelukkig met Franks optreden in de cafetaria. Felicienne is het thuiszitten beu. Voor Walter haar uitleg kan geven, heeft ze haar ontslag ingediend. Ze blijft echter niet bij de pakken zitten en biedt zich aan bij Harry. Harry en Ingrid blijken een koppel te zijn. John probeert een uitleg te geven voor de foto's. Ann gelooft hem. John voelt zelf dat hij zich in een moeilijk parket aan het werken is. Hij zou de huur van de kamer in Toms huis willen opzeggen. Tom vindt dat hij maar eigenaardig doet. |                                                     |
| 50 | Ann maakt zich zorgen om John                       |
| Bianca bekend bij Peggy. Tom wordt geconfronteerd met een concurrent. Voor Frank zijn alle middelen goed om de rechtszaak te winnen... |                                                     |
| 51 | John komt opnieuw in botsing met Briers             |
| Harry kan nog net tussenkomen wanneer het tussen Tom en Steven uit de hand dreigt te lopen. Peggy voelt zich goed in haar rol van koppelaarster. John komt opnieuw in botsing met Briers nadat hij in de home te fel is tekeer gegaan. Deze keer ziet het er naar uit dat Walter hem niet gaat beschermen. |                                                     |
| 52 | Frank heeft genoeg van Jenny's gebedel              |
| Frank heeft genoeg van het gebedel van Jenny. Marianne daagt weer op en hoort wat er met Ann gebeurd is. Ze wil meteen in actie komen. |                                                     |
| 53 | Harry ziet de vernissage niet zitten                |
| Iedereen is geschrokken van het bezoek. Frank moet weer in actie komen want hij voelt zich benadeeld door zijn vroegere collega's. Harry ziet al het gedoe rond de vernissage niet zitten. Voor Peggy is het duidelijk: Tom en Bianca hebben een duwtje in de rug nodig. |                                                     |
| 54 | Marianne probeert Ann zo goed mogelijk op te vangen |
| Ann probeert zich goed te houden na de gebeurtenissen. Marianne probeert haar op te vangen. Peggy reageert heel doortastend op Tom en Bianca. |                                                     |
| 55 | Peggy wil Tom en Bianca koste wat het kost koppelen |
| Harry en Ingrid moeten de vorige avond nog verwerken. Peggy gaat verder met haar strijdplan, maar Rosa gooit roet in het eten. Walter en Marianne vinden Ann niet thuis na de vernissage. |                                                     |
| 56 | Harry betaalt Felicienne op een creatieve manier    |
| Harry heeft een originele manier bedacht om Felicienne te betalen. Jenny is nieuwsgierig naar wat er Rosa allemaal is overkomen. |                                                     |
| 57 | Bianca vertelt hoe het zit tussen haar en Tom       |
| Voor Bianca is het grote moment aangebroken. Ze toont aan iedereen duidelijk hoe het nu met haar en Tom is. Ook Harry zal voor een tijdje 'weduwnaar' worden. Franks plannen worden nu concreter. En hij gaat zeker niet over één nacht ijs. |                                                     |
| 58 | Simonne is heel blij met Franks nieuwe investering  |
| Voordat Ann vertrekt probeert ze toch een geste te doen naar haar moeder. Harry laat zich door de jongeren graag meeslepen in hun project. Maar zijn oplossingen kan Ingrid niet goedkeuren. Simonne is in de wolken met de nieuwe investering van Frank. |                                                     |
| 59 | Zijn Bennie en Peggy nog verliefd op elkaar?        |
| Ingrid reageert zoals Harry gevreesd had. Hoewel ze gescheiden zijn, heeft Marianne het toch moeilijk met het gedrag van Walter. Wanneer Bennie en Peggy mekaar ontmoeten, blijkt de liefde nog niet helemaal over. |                                                     |
| 60 | Simonne steunt Frank door dik en dun                |
| Peggy vraag Walter om hulp als ze ontdekt wat er met Bennie is gebeurd. Wanneer Frank in de problemen komt krijgt hij steun van Simonne. Florke brengt iedereen op de hoogte van het grote nieuws. |                                                     |
| 61 | Jenny spreekt een hartig woordje met Tom            |
| Frank heeft het gevoel dat Florke even bij hem zal blijven. Harry probeert Steven goede raad te geven maar komt in aanvaring met Felicienne. Jenny waarschuwt Tom: met Bianca mag er niet gesold worden. |                                                     |
| 62 | Harry heeft geen inspiratie voor Ingrids affiche    |
| Harry probeert een affiche te ontwerpen maar geraakt niet verder dan een zelfportret. Florke bekijkt Leon anders nu ze zijn verleden kent. Rosa merkt dat Walter het moeilijk heeft met Marianne. |                                                     |
| 63 | Walter krijgt het flink aan de stok met Briers      |
| Rosa maakt Walter duidelijk dat ze niet houdt van de spelletjes die Marianne met haar speelt. Walter zal moeten kiezen. Walter krijgt stevige ruzie met briers. |                                                     |
| 64 | Frank zet Florke eens flink op haar plaats          |
| Frank zet Florke op haar plaats: hij vindt het niet goed hoe ze Simonne behandelt. Maar Florke krijgt steun. Tom verneemt van Jenny dat Marianne dubbelspel speelt. |                                                     |
| 65 | Frank krijgt onverwacht bezoek                      |
| Peggy probeert haar vriendinnen zo goed als het kan te helpen nu Bennie eindelijk een beslissing heeft genomen. Jenny probeert te bemiddelen tussen Frank en Florke. Frank krijgt onverwacht bezoek. |                                                     |
| 66 | Benny zorgt ongewild voor opschudding               |
| Frank en Florke zijn van een andere mening over het onverwacht bezoek. Bennie zorgt ongewild voor opschudding. Het etentje dat Harry en Ingrid georganiseerd hebben verloopt gespannen. |                                                     |
| 67 | Marianne gooit het over een andere boeg             |
| Wanneer Walter de zaak met Briers verder onderzoekt, stoot hij op iets veel ernstigers. Luc en Florke trekken zich niets aan van het ongenoegen van Frank. Marianne besluit het geweer van schouder te veranderen. |                                                     |
| 68 | Walter ontdekt dat Briers serieus geknoeid heeft    |
| Peggy verrast Rosa met foto's van vroeger. Frank Negeert Florke en Luc omdat ze het verleden boven halen. Het vermoeden van Walter dat Briers veel meer geknoeid heeft, wordt bevestigd. De gevolgen zijn enorm. |                                                     |
| 69 | Peggy gaat de confrontatie aan met Rosa             |
| Tom en Walter hebben een vermoeden wie de tipgever van de journalist is. Na de affaire met de foto's zoekt Peggy nu een rechtstreekse confrontatie met haar moeder. Florke verneemt meer over het leven dat Luc in Amerika heeft geleid. |                                                     |
| 70 | Luc bekent aan Florke wat er in Amerika is gebeurd  |
| In de krant verschijnt het artikel waar Walter bang voor was. Marianne vindt het erg dat niemand haar ernstig neemt. Tegenover Florke moet Luc eindelijk bekennen wat er in Amerika is gebeurd. |                                                     |
| 71 | Walter vindt steun uit onverwachte hoek             |
| Marianne heeft een nieuw en groots plan voor Harry. Simonne probeert Luc uit te horen over Amerika. Nu de nood het hoogst is, vindt Walter steun bij wie hij het niet verwachtte. |                                                     |
| 72 | Luc helpt Frank uit de nood                         |
| Luc besluit om voor zijn broer in te springen wanneer die niet meer in staat is om te gaan werken. Leon vlucht weg voor de spanningen in zijn gezin wanneer het daar te erg wordt. |                                                     |
| 73 | Walter moet bij Marianne blijven eten               |
| Florke vindt dat Leon zich niet te veel vrijheden moet gaan permitteren. Walter kan niet anders dan bij Marianne blijven eten maar daar is Rosa helemaal niet gelukkig mee. Frank verneemt waarom Luc teruggekeerd is. |                                                     |
| 74 | Jenny verklapt aan Peggy wie de man op de foto is   |
| Harry en Ingrid hebben blijkbaar heel verschillende meningen over kinderen. Peggy hoort van Jenny wie de man op de foto is. Wanneer Walter bij het etentje plots verdwijnt, zorgt dit voor heel wat problemen. |                                                     |
| 75 | Vercammen beseft dat Frank zijn klanten weglokt     |
| Marianne slaagt erin om een moeilijke situatie met een patiënt op te lossen. Jenny bekijkt haar nu op een andere manier. Frank krijgt het benauwd wanneer Vercammen merkt dat hij zijn klanten weglokt. |                                                     |
| 76 | Robbe helpt Peggy op haar moeilijke zoektocht       |
| Simonne en Florke willen Frank helpen na de zware bedreigingen van Vercammen. Robbe helpt Peggy verder op haar moeilijke zoektocht. Jenny voelt zich niet gelukkig met de nieuwe escapades van Walter en Rosa. |                                                     |
| 77 | Simonne wil dat Frank haar snel een aanzoek doet    |
| Wanneer Tom thuis komt, wordt het duidelijk waarom Bianca de laatste tijd zo afstandelijk deed. Jenny vindt het niet leuk dat Rosa haar in de steek laat. Simonne zet Frank onder druk om met haar te trouwen. |                                                     |
| 78 | Jenny vangt een gebroken Agnes op                   |
| Op haar zoektocht verneemt Peggy onverwacht meer over het verleden van Luc en Rosa. Jenny vangt Agnes op die het nu heel zwaar te verduren krijgt met haar man. Simonne en Florke willen allebei Frank helpen in zijn conflict met Vercammen. |                                                     |
| 79 | Ingrid verbergt de waarheid voor Harry              |
| Ingrid moet toeren uithalen om voor Harry te verbergen wat er werkelijk aan de hand is. Walter en Rosa komen elk met andere gevoelens uit Parijs. Waar Simonne en Florke voor vreesden, komt voor Frank uit. |                                                     |
| 80 | Walter krijgt een onverwachte brief                 |
| Dankzij Simonne kan Frank de problemen een beetje uitstellen. Rosa neemt Peggy zwaar onder handen over haar geheime zoektocht. Walter krijgt plots een onverwachte brief in verband met een onderzoek dat tegen hem loopt. |                                                     |

## Extra afleveringen
| 0 | Afscheid van Florke |
| --- | ------------------- |
| Deze aflevering gaat over de dood van de moeder van Frank. Ze is aangeduid als aflevering 0 al sterft Florke niet voor de start van seizoen 1. Vandaag wordt er afscheid genomen van Florke. De begrafenis wordt in Hof Ter Smissen gehouden. Iedereen, familie en vrienden, komen samen om afscheid te nemen. Frank verdrinkt zijn verdriet. Luc wil hem tegenhouden maar dit lukt niet. Tijdens hun kroegentocht, gepaard met de nodige ruzie, komen ze allerlei figuren tegen. Frank kan zijn ogen niet geloven als hij Fernand en Rogerke tegenkomt. Op de koffietafel maakt iedereen kennis met Florkes zus Madeleine. Toch lijken sommigen het niet zo goed met haar te vinden. |                     |

## Cast

### Vaste cast
Het eerste seizoen telt 90 afleveringen
| Acteur/Actrice            | Personage        | Status              |
| ------------------------- | ---------------- | ------------------- |
| Janine Bischops           | Jenny Verbeeck   | Complete seizoen    |
| Pol Goossen               | Frank Bomans     | Complete seizoen    |
| Merel De Vilder Robier    | Bianca Bomans    | Aflevering 1 tot 57 |
| Annick Segal              | Rosa Verbeeck    | Complete seizoen    |
| Sally-Jane Van Horenbeeck | Peggy Verbeeck   | Complete seizoen    |
| Rik Andries               | Walter De Decker | Complete seizoen    |
| Monika Van Lierde         | Ann De Decker    | Complete seizoen    |
| Donald Madder             | Tom De Decker    | Complete seizoen    |

### Nieuwe rollen
De rollen die in de loop van het seizoen een grote rol speelden
| Acteur/Actrice | Personage           | Status                           |
| -------------- | ------------------- | -------------------------------- |
| Marleen Merckx | Simonne Backx       | Complete seizoen                 |
| Leah Thys      | Marianne Bastiaens  | Aflevering 4 tot 24 en 52 tot 90 |
| Ann Petersen   | Florentine Rousseau | Aflevering 33 tot 90             |

### Gastrollen
| Acteur/Actrice      | Personage          | Status                                                                                     |
| ------------------- | ------------------ | ------------------------------------------------------------------------------------------ |
| Doris Van Caneghem  | Felicienne Lejeune | Complete seizoen                                                                           |
| Mark Tijsmans       | Bennie De Taeye    | Aflevering 1 tot 48 Aflevering 59 tot 66                                                   |
| Chris Cauwenberghs  | Fernand Verbist    | Aflevering 2 tot 3 Aflevering 51 Aflevering 60 tot 61                                      |
| Miek Van Bocxtaele  | Hannah             | Aflevering 7 tot 33 Aflevering 40 tot 43                                                   |
| Pierre Callens      | John De Brabander  | Aflevering 9 tot 54 Aflevering 85                                                          |
| Gert Lahousse       | Neil Feyaerts      | Aflevering 10 tot 30                                                                       |
| Robert Borremans    | Karel Briers       | Aflevering 13 Aflevering 33 tot 35 Aflevering 41 Aflevering 51 tot 52 Aflevering 60 tot 69 |
| Jeroen Maes         | Steven             | Aflevering 12 tot 21 Aflevering 41 tot 83                                                  |
| Veerle Luts         | Elke Vervust       | Aflevering 20 tot 21 Aflevering 42 tot 90                                                  |
| Jos Geens           | Rudi Sterckx       | Aflevering 30 Aflevering 43 tot 48                                                         |
| Ann Hendrickx       | Ingrid Michiels    | Aflevering 47 tot 90                                                                       |
| Karel Vingerhoets   | Harry Moeyaerts    | Aflevering 47 tot 90                                                                       |
| Sjarel Branckaerts  | Robert Vercammen   | Aflevering 47 tot 90                                                                       |
| Annemarie Picard    | Agnes Raemaecker   | Aflevering 48 tot onbekend                                                                 |
| Axel Daeseleire     | Robbe Canaerts     | Aflevering 48 tot 51 Aflevering 58 tot 90                                                  |
| Marc Schillemans    | Jean-Paul Vervust  | Aflevering 64 tot 89                                                                       |
| Elisabeth Boor      | Jessica            | Aflevering 82 tot 90                                                                       |
| Katrien Vandendries | Carolien           | Aflevering 20 tot 73                                                                       |

Seizoenen: Seizoen 1 · Seizoen 2 · Seizoen 3 · Seizoen 4 · Seizoen 5 · Seizoen 6 · Seizoen 7 · Seizoen 8 · Seizoen 9 · Seizoen 10 · Seizoen 11 · Seizoen 12 · Seizoen 13 · Seizoen 14 · Seizoen 15 · Seizoen 16 · Seizoen 17 · Seizoen 18 · Seizoen 19 · Seizoen 20 · Seizoen 21 · Seizoen 22 · Seizoen 23 · Seizoen 24 · Seizoen 25

Personages: Frank Bomans . Rosa Verbeeck . Ann De Decker . Simonne Backx . Marianne Bastiaens . Waldek Kozinski . Femke De Grote . Nancy De Grote . Peter Vlerick . Paulien Snackaert . Leo Vertongen . Tim Cremers . Tom De Decker . Mayra Magiels . Judith Van Santen . Emma Van Damme . Stan Van Damme . Lowie Bomans . Olivia Hoefkens . Dieter Van Aert . Kaat Bomans . Wout van Aert . Sandrine De Decker . Peggy Verbeeck . Bennie De Taeye . David Magiels . Julia Van Capelle . Luc Bomans . Renzo Fierens . Ivo Courtois . Toon Vrancken . Jana Blomaert . Yvette De Schrijver . Jenny Verbeeck . Bianca Bomans . Ellen Blomaert . Jens De Belder . Geert Smeekens . Tibo Timmermans . Katrien Snackaert . Bram Schepers . Lynn Courtois . Guy De Herdt . Kasper Adayef . Rafael Campo . Lena Boons . Fien Roels . Stijn De Belder . Freddie Colpaert . Mo Fawzi . Nina Oostvoghels . Cois Pelckmans . Kris Moreels . Youri Lavrov . Jelena Leshi . Herman Schepers . Barbara Vinck . Bruno Moreels . Pierre Snackaert . Jean-Marie Vandam . Sylvain Geens . Eric Bastiaens . Martine Lefever . Sam Bastiaens . Dorien De Backer . Mike Van Notegem . Claire Bastiaens . Inge Verheyen . Youssef Bakali . Daisy Vandenkerckhove . Odette Julémont . Sandrine Verbeelen . Leontien Vercammen . Julie Van Sevenant . Werner Van Sevenant . Eva Verbist . Maarten Reimers . Mathilde Reimers . Robert Reimers . Manfred Stein . Walter Frans . Maaike Mertens . Arthur Verbeeck . Lily Somers . Manon Raeman . Jan Reimers . Willy Pleysier . Florentine Rousseau . Joeri Verbist . Roger Van De Wiele . Valerie Wijndaele . Felicienne Lejeune . Sabine Verbist . Linda Lievens . Kristoff Verbist . Dirk Van Baelen . Pierre Vinck . Yves Akkermans . Fernand Verbist . Rudi Sterckx . Robbe Canaerts . Harry Moeyaerts . Ingrid Michiels . Lou Swertvaeghers . Neil Feyaerts . Robert Vercammen . Walter De Decker